# Selston
 (janvier 2024).
Selston est un village du Nottinghamshire, en Angleterre.